# Brillon
Brillon is een gemeente in het Franse Noorderdepartement (regio Hauts-de-France). De gemeente telt 712 inwoners (2004) en maakt deel uit van het arrondissement Valenciennes.

## Geografie
De oppervlakte van Brillon bedraagt 2,9 km², de bevolkingsdichtheid is 245,5 inwoners per km².

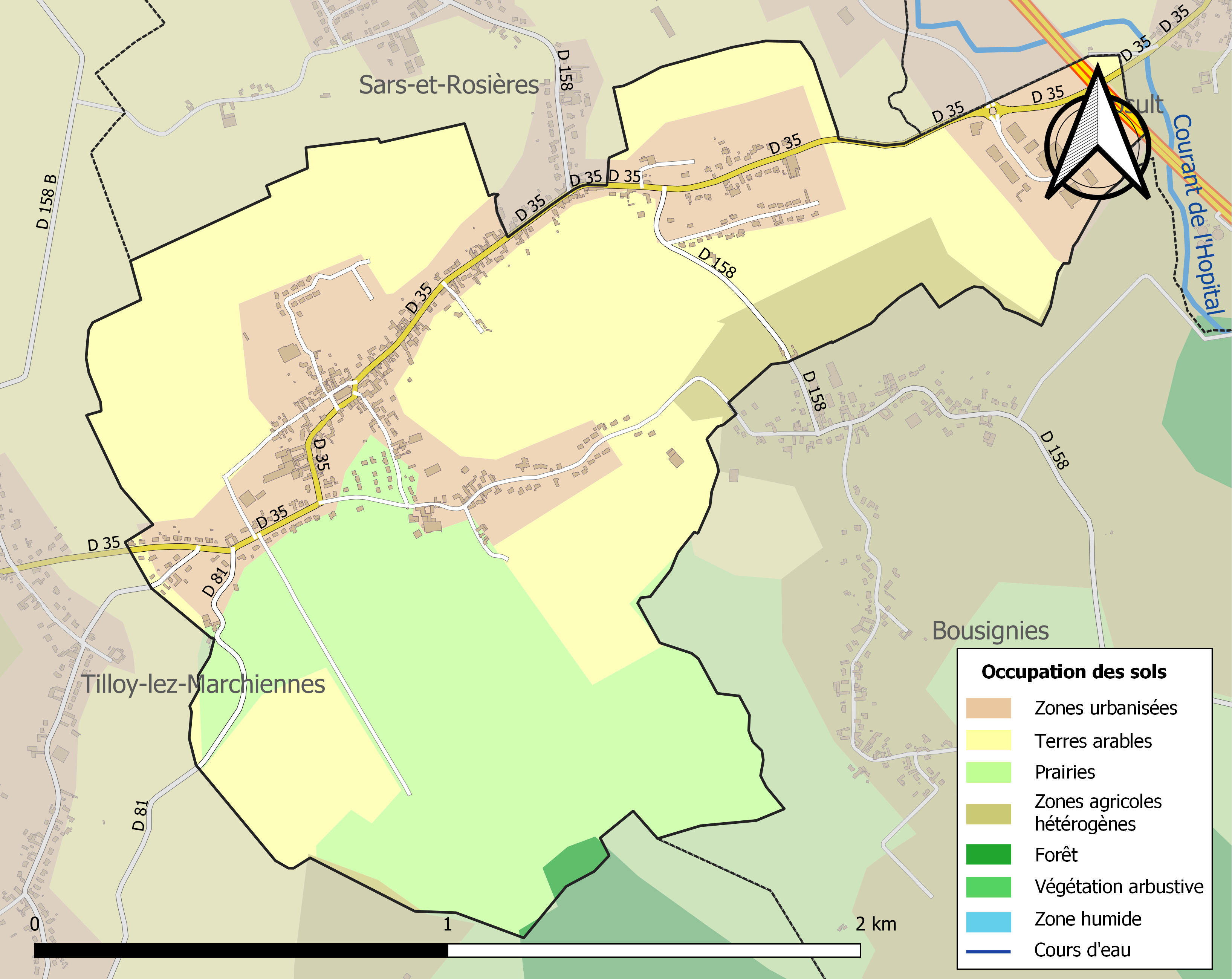
Kaart van de gemeente met belangrijkste infrastructuur, bodemgebruik en omliggende gemeenten

## Bezienswaardigheden
- De Sint-Amanduskerk (Église Saint-Amand) is een neogotisch kerkgebouw van 1860-1864.
- Op de gemeentelijke begraafplaats van Brillon bevinden zich zes Britse oorlogsgraven uit Eerste Wereldoorlog.

## Natuur en landschap
De hoogte aan de kerk bedraagt 21 meter.

## Demografie
Onderstaande figuur toont het verloop van het inwonertal (bron: INSEE-tellingen).

## Verkeer en vervoer
Door het oosten van de gemeente loopt de autosnelweg A23.

## Sport
Door de gemeente loopt een deel van de kasseistrook van Warlaing naar Brillon, een kasseistrook die meermaals werd opgenomen in het parcours van de wielerklassieker Parijs-Roubaix.

## Nabijgelegen kernen
Bousignies, Sars-et-Rosières, Tilloy-lez-Marchiennes